# フォークストーン
フォークストーン (Folkestone [ˈfəʊkstən]) は、イギリス南東部のケント州に位置するイギリス海峡沿岸の町。
町は2つの崖の間の谷にあるノースダウンズの南端にある。19世紀から20世紀半ばのほとんどにかけて重要な港と盛んなリゾート地だった。
この位置には中石器時代から集落があった。13世紀には、港になり、19世紀にはフランスの侵略から守るべく開発された。1843年に鉄道を導入したゆえ、フォークストーンは西に隠し、優雅な海辺のリゾートになった。
二つの世界大戦と海外ホリデーパッケージのブームの後、町はすぐに下落した。近い英仏海峡トンネルの開設とフォークストンからの渡し船サービスの終了のため、港の貿易は減少したが、現在でも使用されている。